# Щанін Костянтин Кузьмич
Костянтин Кузьмич Щанін (1896  — невідомо ) — український радянський партійний діяч, 2-й секретар Полтавського обкому КП(б)У. Депутат Верховної Ради УРСР 1-го скликання.

## Біографія
Народився 1896 року. Член РКП(б) з 1924 року. Освіта вища.
У 1937–1938 роках — директор Полтавського сільськогосподарського інституту.
26 червня 1938 року обраний депутатом Верховної Ради УРСР 1-го скликання по Полтавській сільській виборчій окрузі № 185 Полтавської області.
У листопаді 1938 — червні 1939 року — 3-й секретар Полтавського обласного комітету КП(б)У. У червні 1939 — серпні 1941 року — секретар Полтавського обласного комітету КП(б)У по кадрах.
У 1943 — березні 1944 року — секретар Полтавського обласного комітету КП(б)У по кадрах.
У березні 1944 — березні 1947 року — 2-й секретар Полтавського обласного комітету КП(б)У.
У 1947–1954 роках — представник Ради у справах колгоспів при Раді Міністрів СРСР по Чернігівській, Харківській, Ворошиловградській областях.  
Потім — на пенсії в місті Харкові.

## Нагороди
- ордени
- медалі